# Воздушные силы самообороны Японии
Возду́шные си́лы самооборо́ны Япо́нии (яп. 航空 自衛隊 Ко:ку: дзиэйтай) — род сил Сил самообороны Японии, ответственный за защиту воздушного пространства страны. Предназначены для борьбы с воздушными силами противника, обеспечения противоракетной и противовоздушной обороны политических и экономических центров страны, группировок войск (сил) и важных военных объектов, оказания авиационной поддержки сухопутным войскам и военно-морским силам, ведения воздушной и радиолокационной разведки и осуществления переброски войск, вооружения, запасов материальных средств по воздуху. ВВС подчиняются объединённому штабу вооружённых сил Японии.
В 2027 году служба будет переименована в Воздушно-космические силы самообороны Японии в знак признания растущей важности космической сферы.

## История
До окончания второй мировой войны авиация напрямую подчинялась императорской армии и флоту Японии. Она не была выделена в отдельный вид войск, а состояла из авиационных частей, подчиненных армии и флоту, причем армейская и флотская авиация существенно отличались по оснащению и методам подготовки.
После второй мировой войны при формировании новых вооружённых сил были образованы Воздушные силы самообороны Японии, на вооружение которых поступала авиатехника производства США.
В 1966 году численность личного состава составляла 39 тыс. человек, на вооружении имелось около 200 истребителей-перехватчиков F-104, более 400 истребителей F-86 "Сейбр", 18 разведывательных самолётов F-86F "Сейбр", 47 транспортных самолётов (43 шт. C-46D и четыре YS-11P), более 400 учебно-тренировочных самолётов (в том числе, T-1A, T-1B, T-6G, T-34A и реактивные T-33A) и 31 вертолёт.
23 июня 1973 года военнослужащий ВВС Японии угнал самолёт Fuji LM-1 и улетел в неизвестном направлении (ни самолёт, ни дезертир найдены не были).
После начала топливно-экономического кризиса в октябре 1973 года положение в зависимой от импорта энергоносителей экономике Японии осложнилось, военные расходы были временно снижены. На рубеже 1975-1976 гг. было официально объявлено о замене устаревших американских учебных самолётов Т-34А на учебные самолёты KM-2B японского производства, однако уже весной 1976 года с целью сокращения расходов и экономии авиатоплива были внесены изменения в программу подготовки пилотов ВВС (продолжительность подготовки пилотов на учебных поршневых самолётах KM-2B до получения ими допуска на полёты на реактивном учебно-боевом самолёте Т-2А была увеличена до 70 часов).
Осенью 1976 года было принято решение о том, что истребителем 1980-х годов в ВВС Японии станет американский истребитель-бомбардировщик F-15A (хотя два опытных истребителя-бомбардировщика FST-2 фирмы «Мицубиси» к этому времени налетали уже более 400 часов).
9 апреля 1977 года при выполнении посадки на воду разбился противолодочный самолёт-гидроплан PS-1 (из четырёх членов экипажа один погиб и трое получили ранения).
В конце сентября 1977 года командование ВВС США в Тихоокеанском регионе приняло решении о закрытии расположенной в нескольких километрах севернее Токио авиабазы ВВС США Татикава и 30 ноября 1977 года она была передана вооружённым силам Японии.
В дальнейшем на вооружение начали поступать самолёты, прошедшие модернизацию на предприятиях Японии с использованием компонентов японского производства (так, для японских ВВС была разработана программа модернизации F-15 до уровня F-15J). В меньшем количестве на вооружение начали поступать самолёты японского производства (такие как истребитель-бомбардировщик Mitsubishi F-2 или военно-транспортный Kawasaki C-1).
По состоянию на 1992 год численность личного состава японской авиации составляла около 46 000 человек, численность боевых самолётов — около 330 единиц. По некоторым данным, к 2005 году их число возросло до 474 самолётов.
В начале октября 1993 года вооружённые силы Японии начали крупнейшие военные учения за всё время после окончания второй мировой войны. В ходе этих учений упал в море самолёт F-15 военно-воздушных сил Японии, выполнявший роль воздушной мишени (оба пилота успели катапультироваться и были подобраны).
В конце 2004 года общая численность ВВС Японии составляла 51 092 человек, из которых 47 361 человек — военный персонал, 3 731 человек — административный персонал.
После того, как в 2007 году США отказались продать Японии истребитель пятого поколения F-22, правительство Японии приняло решение о постройке Mitsubishi ATD-X — собственного самолёта пятого поколения.
По состоянию на 2008 год численность личного состава ВВС составляла 45 900 человек, количество боевых самолётов — 280.
По данным The Military Balance 2012, численность личного состава Воздушных сил самообороны Японии составляет 43 123 человека, а количество боевых самолётов 371.
8 декабря 2022 года в правительстве Японии сообщили о намерении переименовать Воздушные силы самообороны в Воздушно-космические. Таким образом, правительство Японии планируют отразить важность космической сферы для обеспечения безопасности в современных условиях.
В Японии создадут подразделения электронной противовоздушной обороны, которые начнут функционировать с 2024 года. В первую очередь новые подразделения предполагается развернуть в зоне Восточно-Китайского моря.

## Организация
ВВС организационно включают:
- штаб
- боевое авиационное командование
- командование боевого обеспечения
- учебное командование
- испытательное командование

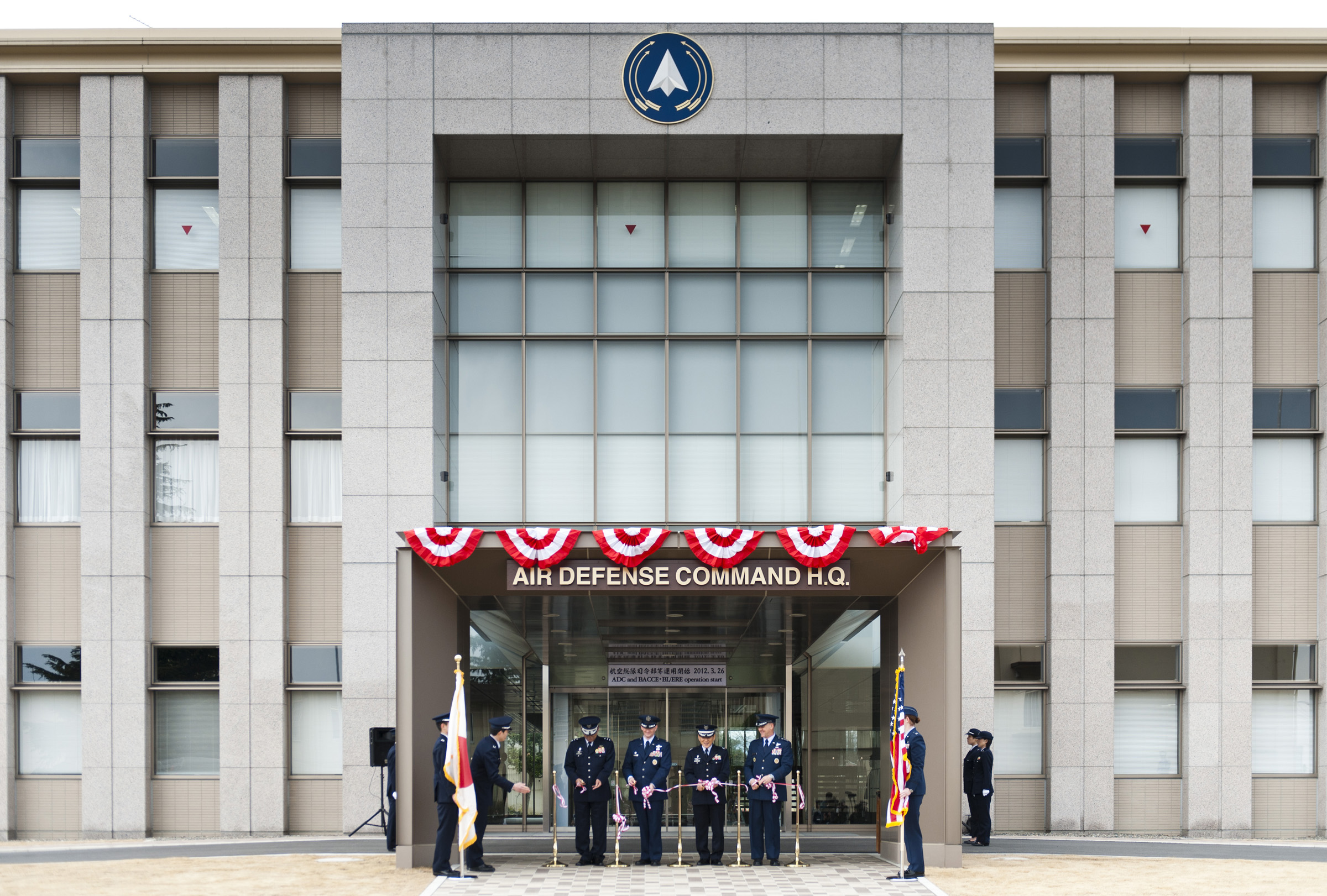
Штаб-квартира ПВО

- командование материально-технического обеспечения
- бригада связи
- группа обеспечения безопасности полётов
- управление военной полиции ВВС
- контрразведывательный отдел
- центральный административно-хозяйственный отряд
- командно-штабной колледж ВВС
- госпитали — 3
- центральный оркестр ВВС.

Боевое авиационное командование (БАК) —- оперативное объединение, предназначенное для выполнения боевых задач ВВС.
Численность личного состава БАК — около 25000 чел., гражданского персонала — более 1000 чел.
БАК организационно включает:
- штаб с командным пунктом и центром управления ПВО (Футю, Токио)
- Северное авиационное направление (штаб — Мисава)
- Центральное авиационное направление (штаб — Ирума)
- Западное авиационное направление (штаб — Касуга)
- Юго-западное смешанное авиационное крыло (штаб — Наха)
- отдельная разведывательная авиационная группа
- отдельная авиационная группа ДРЛО
- группа обслуживания автоматизированной системы управления ПВО «Бейдж»
- информационный центр
- штабная авиационная эскадрилья
- авиационная эскадрилья переучивания личного состава БАК
- учебный зенитный ракетный дивизион

Авиационное направление —- оперативное соединение ВВС, предназначенное для выполнения задач в установленной зоне ответственности.
Авиационное направление организационно включает:
- два истребительных авиационных крыла
- один-два отдельных зенитных ракетных дивизиона ЗРК «Пэтриот»
- крыло обнаружения и управления
- авиационная группа поддержки
- инженерно-строительный отряд.

Кроме того, в состав Северного авиационного направления входит вертолётно-транспортный отряд, а в состав Центрального авиационного направления — базовый отряд «Скорпион» на острове Иводзима.
Юго-Западное смешанное авиационное крыло —— тактическое соединение ВВС, предназначенное для выполнения задач, аналогичных задачам авиационного направления.
Организационно включает:
- истребительное авиационное крыло
- отдельный зенитный ракетный дивизион ЗРК «Пэтриот»
- крыло обнаружения и управления
- инженерно-строительный отряд.

Истребительное авиационное крыло — основная тактическая авиационная часть ВВС.
Численность личного состава — 1200—1600 чел.
На вооружении состоят тактические истребители F-4, F-15, F-2.
Организационно включает:
- авиационная группа (две эскадрильи по 22-24 боевых самолёта)
- инженерно-авиационная группа
- группа аэродромно-технического обеспечения с зенитной батареей.

Крыло обнаружения и управления организационно включает:
- рота управления
- радиолокационные роты (7-9 стационарных и 2-3 мобильных)
- рота материально-технического обеспечения.

Численность личного состав — 2000—2300 чел.
Отдельная разведывательная авиационная группа предназначена для ведения воздушной разведки, обработки и анализа полученной информации. Организационно состоит из 3 эскадрилий. На вооружении находятся разведывательные самолёты RF-4E и RF-4EJ.
Отдельная авиационная группа дальнего радиолокационного обнаружения (ДРЛО) предназначена для осуществления контроля воздушного пространства. Организационно состоит из 2 эскадрилий. На вооружении находятся самолёты ДРЛО E-767 и E-2C.
Отдельный зенитный ракетный дивизион — основная тактическая часть зенитных ракетных войск ВВС.
Численность личного состава — около 600 чел.
На вооружении по 20 пусковых установок зенитных управляемых ракет (ПУ ЗУР) «Пэтриот» PAK-2 (в пяти боевых и одном учебном дивизионе) и PAK-3 (в одном боевом дивизионе).
Организационно включает:
- штаб
- батарея управления
- 4 огневые батареи (по 5 ПУ ЗУР в каждой)
- техническая батарея (в составе управления, ремонтного взвода, взвода снабжения, транспортного взвода).

## Боевой состав
|  |  |  |
|  |  |  |

 100

## Техника и вооружение
| Наименование                      | Страна производства     | Фото            | Тип                                      | Модификация     | Количество      | Примечание                                                                                |
| Боевые самолёты                   | Боевые самолёты         | Боевые самолёты | Боевые самолёты                          | Боевые самолёты | Боевые самолёты | Боевые самолёты                                                                           |
| --------------------------------- | ----------------------- | --------------- | ---------------------------------------- | --------------- | --------------- | ----------------------------------------------------------------------------------------- |
| Lockheed Martin F-35 Lightning II | США · Япония            |                 | Истребитель-бомбардировщик               | F-35A           | 31              | 2 эскадрильи. Всего заказано 147 ед. (105 F-35A, 42 F-35B).                               |
| F-15                              | США · Япония            |                 | Истребитель Учебно-боевой                | F-15J F-15DJ    | 156 44          | 7 эскадрилий. Самолёты построены по лицензии в Японии.                                    |
| Mitsubishi F-2                    | Япония                  |                 | Истребитель-бомбардировщик Учебно-боевой | F-2A F-2B       | 66 27           | 3 эскадрильи. Производился в 1996—2011.12 F-2B были повреждены во время цунами и списаны. |
| Тренировочные самолёты            |                         |                 |                                          |                 |                 |                                                                                           |
| Kawasaki T-4                      | Япония                  |                 | Тренировочный                            | T-4             | 199             |                                                                                           |
| Fuji T-7                          | Япония                  |                 | Тренировочный                            | T-7             | 49              |                                                                                           |
| Т-400                             | США                     |                 | Тренировочный                            | 400T            | 13              |                                                                                           |
| NAMC YS-11                        | Япония                  |                 | Тренировочный                            | YS-11NT         | 3               |                                                                                           |
| Транспортные самолёты             |                         |                 |                                          |                 |                 |                                                                                           |
| C-130 Hercules                    | США                     |                 | Транспортный                             | C-130H          | 15              |                                                                                           |
| Kawasaki C-1                      | Япония                  |                 | Транспортный Учебный самолёт РЭБ         | C-1/C-1A EC-1   | 23 1            |                                                                                           |
| NAMC YS-11                        | Япония                  |                 | Транспортный                             | YS-11P          | 3               |                                                                                           |
| Kawasaki C-2                      | Япония                  |                 | Транспортный                             | C-2             | 15              | 22 самолёта заказано.                                                                     |
| Специальные самолёты              |                         |                 |                                          |                 |                 |                                                                                           |
| Boeing KC-767                     | США                     |                 | Самолёт-заправщик                        | KC-767J         | 4               |                                                                                           |
| Gulfstream IV                     | США                     |                 | VIP транспорт                            | U-4             | 5               |                                                                                           |
| NAMC YS-11E                       | Япония                  |                 | Самолёт РЭБ                              | YS-11E          | 4               |                                                                                           |
| E-2 Hawkeye                       | США                     |                 | Самолёт ДРЛОиУ                           | E-2C            | 13              |                                                                                           |
| Boeing E-767                      | США                     |                 | Самолёт ДРЛОиУ                           | E-767s          | 4               |                                                                                           |
| U-125 Peace Krypton               | Великобритания · Япония |                 | Поисково-спасательный самолёт            | U-125           | 27              |                                                                                           |
| Вертолёты                         |                         |                 |                                          |                 |                 |                                                                                           |
| CH-47 Chinook                     | США · Япония            |                 | Транспортный                             | CH-47J          | 15              |                                                                                           |
| Mitsubishi H-60                   | США · Япония            |                 | Спасательный                             | UH-60J          | 41              |                                                                                           |

Президент США Дональд Трамп во время переговоров с премьер-министром Японии Синдзо Абэ заявил[когда?] о намерении правительства Японии закупить истребители-бомбардировщики F-35A, ракеты-перехватчики SM-3 2A, а также корабли, оснащенные системами «Иджис».
24 сентября 2017 г. представители руководства Японии сообщили, что правительством страны рассматривается возможность развёртывания комплексов ПРО США Иджис Эшор (Aegis Ashore) на западном побережье страны для защиты от КНДР. Завершить установку данных комплексов планируется к 2023 году.
Министерство обороны Японии намерено закупить несколько истребителей пятого поколения F-35A у США, ради укрепления отношений с администрацией президента США Д. Трампа; первый истребитель F-35A поступил в японскую армию 26 января 2018 г., самолёт прибыл на базу ВВС Японии Мисава.
Также, Силы самообороны Японии планируют закупить партию американских многоцелевых истребителей пятого поколения F-35B, которые встанут на вооружение к 2026 году и заменят самолёты F-15.
Профильный комитет либерально-демократической партии Японии 20 марта 2018 г. предложил использовать F-35B для переоснащения вертолётоносца «Izumo», а также на японских островах, где короткие взлётно-посадочные полосы.
Правительство Японии намерено заложить в бюджет на 2018 финансовый год расходы на закупку новых сверхзвуковых противокорабельных ракет японской разработки. Планируется оснастить истребители F-2 воздушных сил самообороны Японии. Эти меры руководство Японии связывает с ростом активности Китая в Южно-Китайском море.
23 июля 2018 г. Министерство обороны Японии возобновило переговоры с властями префектуры Сага по поводу размещения на её территории 17 конвертопланов MV-22 Osprey ВВС США.
Министерство обороны Японии планирует вложить 100 миллиардов йен на разработку нового истребителя. В качестве прототипа будет взят истребитель воздушных сил самообороны Японии Мицубиси F-2.
В январе 2023 года на авиабазе Мисава состоялась церемония ввода в состав воздушных сил самообороны эскадрильи разведывательных БПЛА. На вооружении подразделения стоят 3 БПЛА RQ-4B Global Hawk.

## Размещение
Министр обороны Японии Ицунори Онодэра заявил, что воздушные силы самообороны Японии планируют с конца января начать размещение 42 боевых самолётов пятого поколения F-35 на военной базе Мисава, в префектуре Аомори на севере острова Хонсю.
Министерство обороны Японии намерено разместить 17 закупаемых в США военных конвертопланов V-22B «Оспрей» (Osprey) на базе сухопутных сил в городе Кисарадзу на восточном берегу Токийского залива.
11 мая 2020 г. на военную базу Ивакуни, расположенную к юго-западу от города Хиросима (Япония), прибыли два конвертоплана V-22B «Оспрей», которые были приобретены министерством обороны Японии у США. Конвертопланам присвоены бортовые номера JG-1701 и JG-1705.

## Происшествия
- 29 марта 2018 г. в префектуре Тоттори совершил экстренную посадку вертолёт воздушных сил самообороны Японии. Инцидент произошёл в аэропорту города Йонаго.
- 31 января 2022 - истребитель F-15 Сил самообороны Японии упал в Японское море, в ходе учений.[22]